# Quickstep

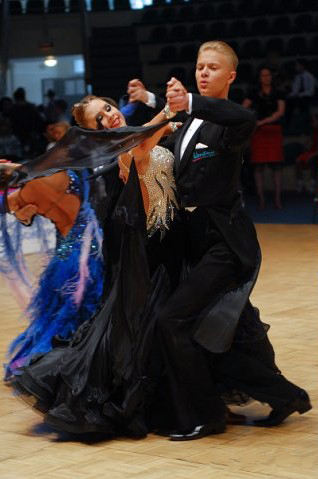
Un couple de danseurs dansant le quickstep.

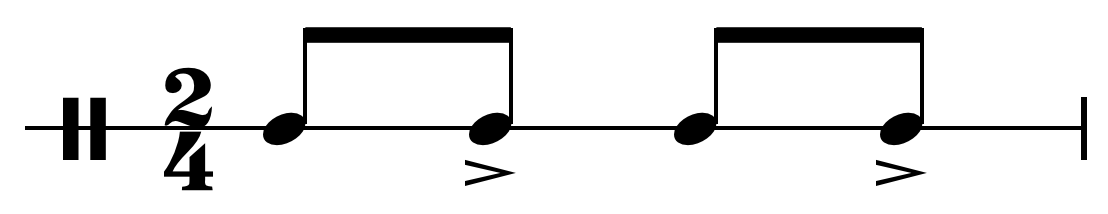
Rythme de quickstep.

Le quickstep est une danse de salon progressive caractérisée par des grands pas rapides, sautillants et enjoués sur la piste de danse. Apparue au début du XXe siècle et tirant ses origines du foxtrot et du charleston, cette danse reste encore pratiquée aujourd'hui, principalement comme l'une des cinq danses standard de la danse sportive (DanceSport).

## Historique
L'origine du quickstep est étroitement liée à celle du slow fox, les deux danses étant apparues dans les années 1920 lors de la séparation du foxtrot en sa version lente (devenue le slow fox) et sa version rapide (devenue le quickstep). Le foxtrot fut créé en 1914, attirant rapidement l'attention de Vernon et Irene Castle qui lui donnèrent son style et son élégance caractéristique. L'origine du nom foxtrot n'est pas claire. Une hypothèse dominante est qu'elle doit son nom à l'acteur de vaudeville Harry Fox (en) qui a grandement participé à sa popularisation. Son spectacle Ziegfeld Follies de 1913 contenait des pas trottants, d'où l'origine possible du nom Fox-trot (littéralement « trot de Fox »). La deuxième hypothèse prédominante est attribuable à Vernon Castle et la professeure de danse Betty Lee qui attribuent l'origine du nom aux danseurs afro-américains. Castle vu la danse « qui avait été dansée depuis quinze ans, à sa connaissance, dans un certain club de danse coloré » [traduit de l'anglais].
William Christopher Handy le « père du blues » (Father of the Blues) écrit dans son autobiographie que son The Memphis Blues fut l'inspiration du foxtrot. Durant les pauses entre les Castle Walk et One-step rapides, le directeur musical de Vernon et Irene Castle, James Reese Europe, jouait le Memphis Blues lent. Les Castles étaient intrigués par le rythme et Jim demanda pourquoi ils n'avaient pas créé une danse lente pour aller avec. Les Castles présentèrent ce qu'ils appelaient à l'époque le Bunny Hug (l'étreinte de lapin) dans un article de magazine. Peu après, durant un voyage vers l'étranger et au milieu de l'océan, ils envoyèrent un message au magazine demandant de changer le nom de la danse de Bunny Hug à Foxtrot. La danse fut ensuite standardisée par Arthur Murray, dont la version commença à imiter les positions du tango.
Le foxtrot apparut en France en 1917 à la fin de Première Guerre mondiale, lorsque les boys du corps expéditionnaire américain vinrent combattre en Europe l'armée impériale allemande aux côtés des Alliés. À sa création, le foxtrot était dansé sur du ragtime et fut également influencé par le negro spiritual. Dansée initialement sur des rythmes lents, la musique s'accéléra rapidement. Dans les années 1920, les orchestres jouaient jusqu'à 180 battements métronomes. Dès les années 1910 et jusqu'au travers des années 1940, le foxtrot était la musique rapide la plus populaire, et une grande partie des disques créés durant cette période étaient des foxtrots. La valse et le tango, bien qu'également populaires, ne surpassèrent jamais le foxtrot. Même la popularité du Lindy hop dans les années 1940 n'affecta pas la popularité du foxtrot, car ce dernier pouvait être dansé sur les mêmes disques utilisés pour accompagner le Lindy hop.
Au fil du temps, et par le fait que cette danse était dansée à la fois sur des rythmes rapides et sur des rythmes lents, le foxtrot se sépara en une version lente et une version rapide. Depuis 1924 les versions lentes et rapides sont officiellement séparées en « foxtrot » ou « slow fox », la version lente, et en « quickstep » (littéralement « pas rapide », initialement appelée aussi « quick foxtrot » ou « quick time foxtrot »), la version rapide. Le quickstep ne contient pas de subdivisions supplémentaires, contrairement au foxtrot qui se sépare entre le style international, ou anglais, le style continuité américain et le style social américain. Le charleston a également eu une grande influence sur le quickstep et ces danses partagent par exemple leur aspect enjoué et des jeux de jambes.
Le quickstep, comme son nom l'indique, est une danse pleine d'allégresse très rapide, exubérante, pétillante et sautillante, comprenant des sauts, des pirouettes, des jetés et des chassés. Ce sont les professeurs et danseurs anglais qui allaient, au fil du temps, enrichir cette danse et lui donner finalement sa structure actuelle. Le quickstep est aujourd'hui une danse de salon de compétition dans la catégorie des danses standard. Nécessitant de très grands déplacements, cette danse est pratiquée principalement lors des compétitions ou dans des soirées spécialisées ou une grande salle de danse permet aux danseurs d'exprimer pleinement l'énergie de cette danse.

## Caractéristiques
Dans cette danse, les deux partenaires gardent un contact corporel au niveau de l'abdomen et de la hanche presque en permanence. Les danseurs s'efforcent à créer une image de déplacement allègre et joyeux sur la piste de danse. Le contact rapproché des partenaires permet l'exécution de tours très serrés et rapides et l'exécution simultanée de sauts. Le quickstep a la particularité d'être une des rares danses dans laquelle le couple de danseurs perd parfois totalement contact avec le sol, durant des sauts. Elle est la seule danse de salon avec cette particularité. Les deux danseurs devant bouger comme un seul corps, l'exécution de sauts, en particulier s'ils ne sont pas chorégraphiés, requiert un bon contact corporel et une très bonne communication entre les danseurs. La majorité des figures de cette danse sont basées sur des unités de quatre temps avec le rythme lent-vite-vite se répétant à chaque mesure, ou un lent dure deux temps et un vite dure un temps. Une séquence de figures avançant autour d'une piste de danse pourrait se composer par exemple de la moitié d'un tour naturel (Natural Turn) suivi par un tour toupie sur-tourné (Overturned Spin Turn), un bloqué tournant vers la droite (Turning Lock to Right), deux pas sautants (Step Hop), un chassé rapide (Quick Chasse), un changement externe se terminant en position promenade (Outside Change into Promenade Position), un chassé rapide (Quick Chasse) et un corte flottant (Hover Corte). Le pas sautant (step hop) est parfois une alternative aux pas « normaux » en avant ou en arrière maintenant le contact avec le sol. Dans cette figure, les deux danseurs font un pas avec une jambe, puis lèvent rapidement le genou de l'autre jambe. L'élan ainsi obtenu, aidé peut-être par une petite poussée du pied en contact avec le sol, permet au couple de sauter de plusieurs centimètres et de perdre tout contact avec le sol pendant un instant.

### Figures
Les figures du quickstep sont décrites et régies par la Imperial Society of Teachers of Dancing (en) (en anglais : Imperial Society of Teachers of Dancing, ISTD). Le quickstep évoluant avec le temps, cet organisme publie régulièrement les changements de figures ou de pas dans l'ouvrage de référence sur les figures de danses de salon standard, Technique of Ballroom Dancing, écrit à l'origine par Guy Howard et publié pour la première fois en 1976. La dernière édition, de 2016, nomme et décrit en détail les figures dans la liste ci-dessous. Le nom des figures n'étant officiel qu'en anglais, la liste contient une suggestion de traduction en français suivi par le nom anglais entre parenthèses. Les danseurs de plus haut niveaux inventent parfois eux aussi leurs figures qui sont alors souvent transmises visuellement ou de bouche à oreille dans les cours, congrès ou compétitions de danses.
| Figures de Quickstep 1. Quart de tour à droite (Quarter Turn to Right) 2. Tour naturel dans un coin (Natural Turn at a corner) 3. Tour pivot naturel (Natural Pivot Turn) 4. Tour toupie naturel (Natural Spin Turn) 5. Tour toupie naturel sous-tourné dans un coin (Underturned Natural Spin Turn at a corner) 6. Tour naturel avec hésitation (Natural Turn with Hesitation) 7. Chassé progressif (Progressive Chasse) 8. Pas bloqué avant (Forward Lock Step) 9. Pas bloqué arrière (Backward Lock Step) 10. Chassé progressif vers la droite (Progressive Chasse to Right) 11. Tour inverse (Reverse Turn) 12. Tour inverse ouvert rapide (Quick Open Reverse Turn) 13. Chassé picolage vers la droite dans un coin (Tipple Chasse to Right at a corner) 14. Chassé picolage vers la droite le long de la salle (Tipple Chasse to Right along side of room) 15. Fin courante (Running Finish) 16. Chassé picolage vers la gauche (Tipple Chasse to Left) 17. Pivot inverse (Reverse Pivot) 18. Télémark fermé (Closed Telemark) 19. Tour d'impulsion ouvert (Open Impetus Turn) 20. Télémark ouvert (Open Telemark) 21. Tour naturel passant (Passing Natural Turn) | Figures de Quickstep (suite) 1. Quatre rapide en courant (Four Quick Run) 2. Tour à droite courant (Running Right Turn) 3. Tour naturel pas bloqué arrière fin courante (Natural Turn Backward Lock Step Running Finish) 4. V6 (V6) 5. Double toupie inverse (Double Reverse Spin) 6. Tourbillon croisé (Cross Swivel) 7. Queue de poisson (Fishtail) 8. Six rapide en courant (Six Quick Run) 9. Corte flottant (Hover Corte) 10. Pompette à droite (Tipsy to Right) 11. Pompette à gauche (Tipsy to Left) 12. Croisé rumba (Rumba Cross) 13. Chassé croisé courant (Running Cross Chasse) Figures supplémentaires 1. Quart de tour à gauche (Quarter Turn to Left) 2. Chassé croisé (Cross Chasse) 3. Changement de direction (Change of Direction) 4. Zig zag pas bloqué arrière fin courante (Zig Zag Backward Lock Step Running Finish) 5. Changement externe (Outside Change) 6. Tour d'impulsion fermé (Closed Impetus Turn) |

### Tempo
Le quickstep se danse sur un tempo de 200 BPM dans les compétitions de la NDCA et sur un tempo de 200 à 208 BPM dans les compétitions de la WDSF, avec quatre temps par mesure,. Le quickstep se danse généralement sur de la musique en 
 avec un tempo de 192 à 208 BPM, hors compétition,, ce qui en fait la danse de salon avec le tempo le plus rapide.

## Compétition

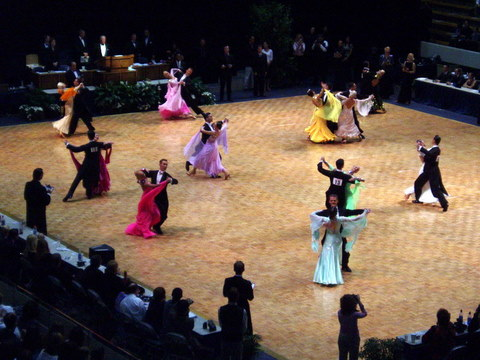
Une compétition de danses de salon à l'université Brigham Young en 2005.

Le quickstep est l'une des cinq danses standards formant la structure centrale des compétitions de danse de style international (International Sytle Dance competitions) organisées autour du monde par la Fédération mondiale de danse sportive, ses filiales locales et d'autres organisations. Les compétitions sont en général séparées en six niveaux de difficulté: Bronze (bronze, débutant), Silver (argent, intermédiaire), Gold (or, avancé), Novice, Pre-Championship et Championship. Les danseurs des trois premiers niveaux sont tenus de danser des figures parmi un nombre limité présents dans le programme de chaque niveau. Au contraire, les trois niveaux supérieurs sont ouverts et de nouvelles chorégraphies originales sont autorisées et même encouragées. Les figures autorisées dans les programmes de danse compétitifs sont strictement contrôlées par la Imperial Society of Teachers of Dancing (en).